# 小鼓
小鼓（Snare drum，又稱小軍鼓、響弦鼓），是一種具有響弦（Snare）橫置在鼓面的打擊樂器。常出現於軍樂隊、管弦樂團、管樂團等，以一線譜或者低音譜記譜。

## 歷史
從14世紀起瑞士步兵（傭兵或士兵）團把邊鼓與短笛配在一起使用。以後，邊鼓傳布歐洲。早期邊鼓的高度與直徑相等或稍大。所用鼓皮比現代的厚，鼓槌也較粗，發音較沉重，缺乏明亮色彩。鼓在19世紀中變化很大，其形較扁，並且常用黃銅製成鼓身，用桿或螺旋來繃鼓皮。雖然17世紀早期就能用螺旋或槓桿操縱響弦的緊張度，在20世紀中才有了先進的機械裝置，使響弦可以立即離開鼓面（為了產生特殊效果或避免由於別的樂器而引起的不需要的共振）。20世紀以前，常用腸衣作響弦膜。
到19世紀，軍隊演奏小鼓還是按口授的傳統方法，只有到後來小鼓用在管弦樂隊裡時演奏者才需要樂譜。現代作品和爵士樂的演奏，要求奏出特殊效果，這可透過放鬆響弦、敲鼓邊、用手指奏、用非標準的鼓槌或鋼刷演奏來取得。史料證明，最早在管弦樂隊採用小鼓的是法國作曲家兼古提琴演奏家馬雷(Marin Marais)的歌劇《阿爾西厄尼》(Alcyone,1706)、羅西尼的歌劇《鵲賊》(La gazza ladra,1817)，但在林姆斯基-高沙可夫和其他19世紀末的俄羅斯作曲家採用小鼓以前，它始終沒有成為正式的管弦樂隊樂器。

## 構造

### 鼓面
小鼓鼓面以前是用羊皮製成的，曝露在潮濕環境下鼓皮會鬆弛，而造成音色的改變。現用大多為塑膠製。

### 鼓身
呈圓桶狀，普遍是使用木材（如核桃木、楓木），或者金屬製。

### 響弦
響弦（Snare），或名響線，是以多條細密螺旋狀金屬線所組成的，平時鎖上響弦時，是緊貼著下鼓面的，聲音具有穿透性，而放掉響弦時，響弦會離開下鼓面，聲音會變成類似通通鼓（Tom Tom）的聲音，順帶一提，小鼓獨有的滾奏（一種常見的演奏方式，其擁有類似機關槍的連續聲音）聲音，即是響弦所賦予的。

## 演奏方式

### 單擊
僅指單純的敲擊鼓面一下稱單擊。

### 滾奏
滾奏Roll又稱輪奏，是以鼓棒輕彈鼓面，使鼓面的彈力帶動鼓棒，以在短時間內發出連續的震動聲音，而其特殊的聲音則是來自於響弦（請參考上方之響弦）。而在力道上若有適當的控制的話，也可以輕易作出漸弱（dim.）及漸強（cresc.）的效果。